# Conjunto Ancashino Atusparia
El Conjunto Ancashino Atusparia es una agrupación musical peruana difusora del folklore andino y del vals. Fue fundada en 1927 en la ciudad de Huaraz, Áncash. Es considerada pionera en la difusión del huayno ancashino y una de las agrupaciones musicales con mayor raigambre del país.

## Historia
En 1927, Romeo López Jara, un joven huaracino, violinista de oficio, convocó a varios músicos con el fin de formar un grupo que ejecute lo mejor de la música Ancashina, conformando un conjunto compuesto por tres violines, cuatro guitarras, un clarinete, una mandolina y una concertina. El grupo nació bajo el nombre de Conjunto Típico Huaracino.
Unos años después, en 1936, a iniciativa del Sr. Juan Maguiña González, el grupo se reorganizó como quinteto con el fin de pertenecer al elenco musical de Radio Nacional, uno de los medios de comunicación más importantes del país en aquella época. En 1937 cambiaron el nombre a Conjunto Ancashino Atusparia.

## Sencillos
Entre 1927 y 1960, la agrupación compuso más de 50 sencillos de huyanos y valses en vinilo. Destacan:
- Shillpi Rurimpa
- Acuarela del Ande
- Cielo Ancashino
- Cholita Color de Rosa
- Cuando Salí de mi Tierra
- En la Cordillera
- Lejana Música
- Bodas de Oro

## Discografía
- Mi bello Huascarán (1965)
- Recopilación Especial (1982)
- Lo Mejor (1982)
- 20 Recuerdos de Oro (2005)

## Premiaciones
- 1956: Copa Artística como ganador del Concurso Nacional de Folklore, concedida por el presidente Manuel Prado Ugarteche.[4]
- 1995: Premio Nacional de Folklore por el Instituto Nacional de Cultura.
- 1996: Embajadores de la música ancashina por el Instituto Nacional de Cultura.
- 2001: Maestros honorarios de la Universidad Nacional Santiago Antúnez de Mayolo.
- 2011: Medalla de Honor del Congreso.[5]